# Bouchra Ghezielle
Bouchra Ghezielle (França, 19 de maig de 1979) és una atleta francesa, especialista en la prova de 1.500 m, amb la qual ha aconseguit ser medallera de bronze mundial el 2005.

## Carrera esportiva
Al Mundial de Hèlsinki 2005 va guanyar la medalla de bronze en els 1.500 metres, amb un temps de 4:02.45 segons, quedant situada en el podi després de les russes Tatiana Ivanovna Tomaixova i Olga Nikolaievna Iegorova.